# Usa zwischen Wernborn und Ober-Mörlen
Usa zwischen Wernborn und Ober-Mörlen este o arie protejată (arie specială de conservare — SAC, sit de importanță comunitară — SCI) din Germania întinsă pe o suprafață de 60,14 ha, integral pe uscat.

## Localizare
Centrul sitului Usa zwischen Wernborn und Ober-Mörlen este situat la coordonatele 50°22′02″N 8°36′49″E / 50.3672°N 8.6136°E.

## Înființare
Situl Usa zwischen Wernborn und Ober-Mörlen a fost declarat sit de importanță comunitară în noiembrie 2004 pentru a proteja 1 specie de animale. Situl a fost protejat și ca arie specială de conservare în martie 2008.

## Biodiversitate
Situată în ecoregiunea continentală, aria protejată conține 2 habitate naturale: Cursuri de apă de la nivel de câmpie la nivel montan, cu vegetație Ranunculion fluitantis și Callitricho-Batrachion, Păduri aluvionare cu Alnus glutinosa și Fraxinus excelsior (Alno-Padion, Alnion incanae, Salicion albae).
La baza desemnării sitului se află o specie protejată de  pești: cicar (Lampetra planeri).